# دنیاگیری کووید-۱۹ در سرزمین اصلی چین
شیوع ۲۰–۲۰۱۹ کروناویروس اولین بار به‌صورت زنجیره‌ای از ابتلاهای رازآلود به سینه‌پهلو در شهر ووهان مرکز استان هوبئی چین،نمایان شد. پس از آنکه اسنادی تأیید نشده در اینترنت منتشر شد، مرکز کنترل و پیشگیری بیماری‌ها در ووهان ،وجود زنجیره‌ای از سینه‌پهلوهای ناشناخته مربوط به بازار غذاهای دریایی هوانان را تصدیق کرد. احتمال همه‌گیر شدن بیماری خیلی زود توجه اهالی کشور را جلب کرد و کمیسیون بهداشت ملی مستقر در پکن، چند متخصص را در روز بعد به ووهان روانه کرد. در ۸ ژانویه یک کروناویروس جدید به عنوان علت سینه‌پهلو تشخیص داده شد. ظرف مدت اندکی توالی این ویروس در پایگاه داده دسترسی آزاد منتشر شد. هم اکنون بیش از دو سال از همه گیری این ویروس در چین گذشته است و خوشبختانه با گسترش واکسیناسیون آمار مبتلایان و مرگ و میرهای ناشی از این بیماری کاهش چشم گیری داشته است.

## نخستین واکنش‌ها در ووهان
در ۱ دسامبر ۲۰۱۹ یک بیمار سینه‌پهلوی ویروسی در یک از بیمارستان‌های عفونی شهر ووهان به نام جین‌یین‌تان بستری شد. این فرد نخستین مورد شناخته شده عفونت کرونای جدید بود. در ۲۶ دسامبر مرکز فوریت‌های پزشکی شانگهای یک نمونه خون از بیماری با سینه‌پهلوی ناشناخته از مرکز تشخیص و پیشگیری ووهان و بیمارستان مرکزی ووهان دریافت کرد و پس از بررسی‌ها مشخص شد دارای یک ویروس کرونای جدید است.

## قرنطینه هوبئی

### نظارت بهداشتی
به گفته رادیو تلویزیون ووهان در ۱۹ جنوری، مسئولان شهر گفتند هر کس از شهر خارج شود را تحت نظر می‌گیرند زیرا می‌تواند اپیدمی را با خود نگه دارد. در ۲۰ جنوری، مسئولان ایستگاه متروی هانکوئو به خبر پکن گفتند آن‌ها دمای بدن تمام مسافرانی را که وارد ایستگاه می‌شود یا از آن خارج می‌شود را چک می‌کنند. اگر دما بالای ۳۸ درجه باشد آزمایش‌ها بعدی را بر روی فرد انجام می‌دهند و در صورت لزوم به بیمارستان اطلاع می‌دهند.

### ووهان گریزان
در صبحگاه روز قرنطینه، هشتگی در میان کاربران سینا ویبو به راه افتاد (#逃离武汉#) که معنی آن ووهان گریزان بود، این هشتگ به سرعت داغ شد. شهروندان ووهانی به منظور ترک شهر به ایستگاه‌های قطار هجوم می‌بردند تا پیش از قرنطینه، موفق به ترک شهر شوند، آن‌ها صف‌های طولانی تشکیل دادند و کمی بعد از موفقیت‌هایشان پست گذاشتند.

### قرنطینه‌های دیگر
پس از ووهان دو شهر دیگر هوانگانگ و ایژو اقدام به متوقف کردن سامانه‌های حمل و نقل عمومی نمودند.

## نظرات جنجال‌برانگیز
در ۲۰ام ژانویه گوآن یی متخصص در اپیدمیولوژی سارس به خبرگزاری Caixin گفت دولت محلی در مورد سرایت‌پذیری نباید با کلمات بازی کند و ابراز امیدواری کرد ما می‌توانیم از همه‌گیری ۲۰۰۳ سارس درس بگیریم. سخنان او که ظاهراً متفاوت از آن چیزی بود که رسانه‌های دولتی می‌گفتند با شانتاژهای خبری روزنامه‌نگاران دولتی جنجال‌برانگیز شد. در ۱۵ ژانویه گوان یی گفته بود بیماری کنترل‌پذیر است.

## واکنش‌های دولت
مقام‌های چینی، شنبه ۴ آوریل را روز عزای عمومی نامیده و گفته‌اند به یاد «شهدایی» که در راه مبارزه با ویروس کرونا جان خود را از دست دادند، کشور دقایقی در احترام به آنها از فعالیت باز خواهد ایستاد.
خبرگزاری شین‌هوای چین نوشت ساعت ۱۰ صبح شنبه ۴ آوریل، به یاد جانباختگان ویروس کرونا سه دقیقه سکوت در سراسر کشور می‌شود و سپس آژیرهای خطر، بوق ماشین‌ها، قطارها و کشتی‌ها به نشانه عزا به صدا در خواهند آمد.